# Helstrius Novellus
Helstrius Novellus (sein Praenomen ist nicht bekannt) war ein im 2. Jahrhundert n. Chr. lebender Angehöriger des römischen Ritterstandes (Eques).
Durch eine Weihinschrift auf einem Altar, der beim Kastell Alauna (Maryport) gefunden wurde und der auf 122/130 datiert wird, ist belegt, dass Novellus Kommandeur (Praefectus) der Cohors I Hispanorum war, die zu diesem Zeitpunkt in der Provinz Britannia stationiert war.
Novellus ließ noch einen weiteren Altar aufstellen, den er dem Gott Volcanus weihte.